# Quasimodo
Quasimodo é o personagem central do livro Notre-Dame de Paris, da autoria de Victor Hugo, publicado em 1831. Um corcunda de nascença, Quasimodo habita o campanário da Catedral de Notre-Dame de Paris, afastado da sociedade e temido pelos habitantes locais. O personagem foi adaptado inúmeras vezes, principalmente no cinema. Em 1996, a Walt Disney lançou a versão animada do romance, com variações no enredo, que foi posteriormente incluído entre seus Clássicos.

## Características
Quasimodo nasceu com uma notável deformação física, descrita por Victor Hugo como "uma enorme verruga que cobre seu olho esquerdo" e "uma grande corcunda". Abandonado ainda criança, num dia de domingo  de quasímodo, isto é, o domingo seguinte ao domingo de Páscoa (também chamado 'pascoela'), foi recolhido pelo arcediago Claude Frollo, que o designou para ser sineiro da Catedral de Notre-Dame de Paris. Devido ao alto som dos sinos da Catedral, Quasimodo acaba por ficar surdo. Visto como um monstro pela população de Paris, Quasimodo mais tarde apaixona-se pela cigana Esmeralda e a salva quando ela se envolve em um assassinato.

## Adaptações
| Ator                     | Versão                                | Ano           |
| ------------------------ | ------------------------------------- | ------------- |
| Henry Vorins             | Esmeralda                             | 1905          |
| Henry Krauss             | Notre-Dame de Paris                   | 1911          |
| Glen White               | The Darling of Paris                  | 1917          |
| Booth Conway             | Esmeralda (1922)                      | 1922          |
| Lon Chaney               | The Hunchback of Notre Dame           | 1923          |
| Charles Laughton         | The Hunchback of Notre Dame           | 1939          |
| Anthony Quinn            | The Hunchback of Notre Dame (1956)    | 1956          |
| Peter Woodthorpe         | The Hunchback of Notre Dame (1966)    | 1966          |
| Warren Clarke            | The Hunchback of Notre Dame (1977)    | 1977          |
| Anthony Hopkins          | The Hunchback of Notre Dame (1982)    | 1982          |
| Tom Burlinson (voz)      | The Hunchback of Notre Dame (1986)    | 1986          |
| Ocean Software (estúdio) | Super Hunchback, jogo eletrônico      | 1992          |
| Daniel Brochu (voz)      | The Magical Adventures of Quasimodo   | 1996          |
| Tom Hulce (voz)          | Filme animado da Disney               | 1996          |
| Mandy Patinkin           | The Hunchback                         | 1997          |
| Garou                    | Notre Dame de Paris (musical)         | (1997–2000)   |
| Igo                      | Notre Dame de Paris ópera             | 1997          |
| Niks Matvejevs           | Notre Dame de Paris ópera             | 1997          |
| Patrick Timsit           | Quasimodo D'el Paris                  | 1999          |
| Scott Innes (voz)        | Quasimodo of Toronto                  | 1999          |
| David Bower (voz)        | Rádio BBC                             | 2008          |
| Michael Arden            | The Hunchback of Notre Dame (musical) | 2014-2015     |
| Angelo Del Vecchio       | Notre Dame de Paris (musical)         | 2012–presente |

## Estúdios Disney
No filme de 1996, produzido pela Walt Disney Pictures, Quasimodo é muito diferente da versão original de Victor Hugo. As diferenças são tanto na forma física como na história do personagem. No livro, Quasimodo foi abandonado pelos pais. Nesse filme, Quasimodo foi tomado de sua mãe e criado por Claude Frollo, que ameaçado pelo pároco, decide o esconder na catedral;
Nesta versão, Quasimodo é fiel a Frollo, mas com o incentivo do Capitão Phoebus e apaixonado por Esmeralda, torna-se rebelde e passa a buscar a independência. Ao lado de Esmeralda, Quasimodo descobre um mundo totalmente diferente daquele que Frollo sugeria. A dublagem ficou por conta de Tom Hulce e o desenvolvimento do personagem ficou a cargo de James Baxter, que já havia animado O Rei Leão, A Pequena Sereia e A Bela e a Fera, entre outros.No Brasil,ele foi dublado por Marcelo Coutinho.Em Portugal,ele foi dobrado por Rómulo Fragoso nos diálogos e Tó Cruz nas canções.